# Portsmouth, Ohio
Portsmouth är en stad i den amerikanska delstaten Ohio med en yta av 28,66 km² och en folkmängd, som uppgår till 20 226 invånare (2010). Portsmouth är administrativ huvudort i Scioto County.
Portsmouth grundades 1803 och är ändpunkt för Ohio-Eriekanalen. Under början av 1900-talet var det en betydande industristad med bland annat järn-, stål-, sko- och tegelindustri. Här lång även Vulcan Aircraft.

## Kända personer från Portsmouth
- Steve Anderson, friidrottare
- Bill Sali, politiker